# Pont d'Espagne
Pont d'Espagne (tradução do francês: "Ponte de Espanha") é um sítio natural e turístico situado na parte francesa do maciço montanhoso dos Pirenéus, junto à fronteira com Espanha. É uma área protegida que faz parte do Parque Nacional dos Pirenéus, que desde 1997 que está classificado pela UNESCO como Património Mundial, como parte do sítio Pirenéus-Monte Perdido, partilhado entre a França e a Espanha. Administrativamente pertence à comuna de Cauterets, departamento dos Altos Pirenéus e região de Midi-Pirenéus.
No inverno dispõe de uma pista de esqui de fundo que faz parte da estância de esqui de Cauterets.

## Descrição
O nome deve-se a ser um ponto de passagem da fronteira, que era atravessado por uma antiga estrada, que tinha uma ponte ainda existente e situada a 1 496 m de altitude, no local onde se juntam três vales e na confluência dos gaves (ribeiras) do Marcadau e de Gaube, no vale do Marcadau e a montante do vale de Jéret.
Na zona superior há pastagens (ou estives) que são usadas para alimentar vacas durante o verão. A zona inferior, que segue o gave de Jéret, é uma área estreita, por onde segue o GR10, o trilho pedestre que percorre toda a região pirenaica, entre as costas atlântica e mediterrânica.
A partir de meados do século XIX o local tornou-se popular entre a alta sociedade. A partir dos anos 1960 passou a ser um local de turismo de massa. Vítima do seu sucesso, a zona foi muito afetada pela circulação automóvel e pela afluência de multidões turistas, o que levou a ser objeto de um vasto projeto de reabilitação no final dos anos 1990. Este implicou pela supressão do acesso por automóvel, a demolição de vários edifícios e a cobrança de entradas. Devido aos impactos ambientais negativos, o percurso da Volta a França de 1995 foi alterado, substituindo o Pont d'Espagne por Cauterets como final de uma das etapas.